# Chartoloma platycarpum
Chartoloma es un género monotípico de plantas fanerógamas pertenecientes a la familia Brassicaceae. Su única especie: Chartoloma platycarpum, es originaria de Asia.

## Taxonomía
Chartoloma platycarpum fue descrito por (Bunge) Bunge y publicado en Bot. Zeitung (Berlin) 2: 250 1844.
Sinonimia
- Isatis platycarpa Bunge[3]